# Eucnide
Eucnide é um género botânico pertencente à família Loasaceae.

## Espécies
- Eucnide aurea (A.Gray) H.J.Thomps. & W.R.Ernst
- Eucnide bartonioides Zucc.
- Eucnide cordata (Keller) Kellogg ex Curran
- Eucnide durangensis H.J.Thomps. & A.M.Powell
- Eucnide grandiflora (Groenl.) Rose
- Eucnide hirta (G.Don) H.J.Thomps. & W.R.Ernst
- Eucnide hypomalaca Standl.
- Eucnide lobata (Hook.) A.Gray
- Eucnide rupestris (Baill.) H.J.Thomps. & W.R.Ernst
- Eucnide tenella (I.M.Johnst.) H.J.Thomps. & W.R.Ernst
- Eucnide watsonii Urb. & Gilg
- Eucnide xylinea C.H.Müll.